# Brachyseps
Brachyseps – rodzaj jaszczurek z podrodziny Scincinae w rodzinie scynkowatych (Scincidae).

## Zasięg występowania
Rodzaj obejmuje gatunki występujące endemicznie na Madagaskarze.

## Systematyka

### Etymologia
Brachyseps: gr. βραχυς brakhus „krótki, mały”; σηψ sēps, σηπος sēpos „rodzaj jaszczurki”.

### Podział systematyczny
Takson wyodrębniony w 2017 roku z Amphiglossus. Do rodzaju należą następujące gatunki: 
- Brachyseps anosyensis (Raxworthy & Nussbaum, 1993)
- Brachyseps frontoparietalis (Boulenger, 1889)
- Brachyseps gastrostictus (O’Shaughnessy, 1879)
- Brachyseps mandady (Andreone & Greer, 2002)
- Brachyseps punctatus (Raxworthy & Nussbaum, 1993)
- Brachyseps spilostichus (Andreone & Greer, 2002)